# Ingela Schale
Beata Ingela Schale Berghagen, född 7 augusti 1973 i Råsunda församling i Stockholms län, är en svensk skådespelare.
Ingela Schale är gift med Mattias Berghagen, som är systerson till sångaren Lasse Berghagen.

## Biografi
Ingela Schale är utbildad vid Teaterhögskolan i Malmö där hon gick ut 1999. Hon spelade med Teater Pero och turnerade med vuxen- och barnteater. Hon medverkade 2001 i SVT:s sommarlovsserie där hon spelade Irina Teresjkova i Vintergatan 5b och senare i Tillbaka till Vintergatan. År 2002 gjorde hon rollen som Eva i kortfilmen Tompta Gudh. 
Sedan 2002 är hon engagerad hos Södermanlands musik & teater. Där har hon bland annat spelat i Som ni vill ha det, barnoperan Dollys Beauty Shop och ungdomsföreställningen Akvarium. Hon har också medverkat i Carmina Burana - en kärlekshistoria i en ond tid, Den förträfflige Onkeln och Herr Molière går igen!.
År 2010 medverkade Schale i Godsägare söker fru som turnerade på bygdegårdar och andra småscener runt om i Södermanland. År 2011 spelade hon i Hunden som kom in från kylan, en samproduktion mellan Södermanlands musik & teater och Östgötateatern.

## Teater

### Roller (ej komplett)
| År   | Roll     | Produktion                                              | Regi             | Teater                               |
| ---- | -------- | ------------------------------------------------------- | ---------------- | ------------------------------------ |
| 2000 | Rosalind | Som ni vill ha det (As you Like it) William Shakespeare | Judith Hollander | Sörmlands Musik & Teater             |
| 2004 |          | Dollys Beauty Shop Thomas Lindahl och Maria Sundqvist   | Judit Benedek    | Folkoperan/ Sörmlands Musik & Teater |
| 2006 |          | Ingenstans Thomas Lindahl och Irena Kraus               | Judit Benedek    | Sörmlands Musik & Teater             |